# Медийный город
«Медийный город» (англ. The Media City) — книга американского исследователя Скотта Маккуайра. В оригинале книга опубликована в 2008 году, в переводе на русский язык — в 2014 году. Скотт Маккуайр — доктор наук в области исследований медиа, профессор школы культуры и коммуникаций в университете Мельбурна.
По определению автора, медийный город — это медийно-архитектурный комплекс, возникающий в результате распространения пространственных медийных платформ и создания гибридных пространственных ансамблей. Жизнь в городе формируется за счёт взаимодействия статичных городских территорий и динамичного социального взаимодействия, в том числе с помощью медиа. В понимании австралийского медиатеоретика Скотта Маккуайра, медийный город — это современный город. Такую концепцию он раскрывает в книге «Медийный город: медиа, архитектура и городское пространство».
Медиа, по словам исследователя, перестали «быть посредником, воспроизводящим феномены городской жизни», поэтому Маккуайр вводит своё определение, подчёркивая то, что медиа стали неотделимой частью современного города. Автор называет основные причины, по которым он выделяет собственное понятие.
Во-первых, Маккуайр прослеживает эволюцию разных медиа и их вовлечение в городскую среду, акцентируя внимание на том, что медийный город начал формироваться задолго до постиндустриальной эпохи и века Интернета. «В этой книге я хочу показать как промышленный город, основанный на фабричном производстве, превращается в медийный город повсеместных коммуникационных потоков». Во-вторых, Маккуайр рассматривает конвергенцию городского и медийного пространства и изменение понятий пространства и времени под влиянием новых технических возможностей. В-третьих, автор отмечает слияние новых и традиционных медиа, появление новых функций медиа в масштабе города.
Отталкиваясь от перечисленных тезисов, Маккуайр делит свою книгу на три части, в которых рассматривает историю формирования медиа в контексте города и современное состояние конвергенции медийной и городской среды. В своей работе автор делает множество отсылок к работам социологов и медиаисследователей, например, к трудам Киттлера, Адорно, Зиммеля, Кракауэра, Лефевра, Вирильо, и др. Главным своим «советчиком» Маккуайр называет Вальтера Беньямина.

## История формирования медийного города
Путь формирования медийного города из индустриального Маккуайр отслеживает с момента появления тех средств, которые поменяли наше восприятие пространства. Яркий пример — появление фотографии. Взаимосвязь фотографии и урбанистики автор показывает на примере «османизации» Парижа, когда градостроительные работы по приказу барона Османа фиксировались фотографом Шарлем Марвилем. Марвиль подходит к процессу систематически, делая несколько снимков одной и той же улицы с разных углов, в разные периоды строительных работ, создавая целые серии изображений Парижа. Маккуайр называет серийность фотографий главным достижением фотографа для будущего медийного города, ведь через серии снимков фотограф отобразил городское пространство в динамике изменения.
Развитие технологий приводит в культуру кинематограф, а в кинематограф — город. На примере «Человека с киноаппаратом» Дзиги Вертова, автор акцентирует внимание на том, что город — это люди, их мимолётные встречи и эфемерные контакты. Он называет кинематограф «неотъемлемым этапом возникновения медийного города, в ходе которого обратные связи, создаваемые медиа, стали всё больше определять дух и энергию городского пространства». Раскрывая идею «городской симфонии», Маккуайр рассказывает об опытах Вертова («Человек с киноаппаратом»), Руттмана («берлинская симфония»), Кавальканти («парижская симфония»), как о способе постижения и интерпретации городского пространства. Цитируя Беньямина, Маккуайр говорит, что кино «является <…> той призмой, через которую <…> пространство, в котором люди живут, открывается перед ними в понятной, осмысленной и страстной форме».
Говоря о кибернетизации и повсеместном распространении Интернета, автор подробно останавливается на переменах, произошедших с частным пространством человека за последние 20-30 лет. С тех пор как человек покружил себя многочисленными экранами, выполняющими самые разные функции (от «зеркала» до «окна») сформировалась «концепция дома как интерактивного узла, постоянно подключённого к мощному потоку информации». Такая концепция объясняет перемены в восприятии частного и общественного пространства.

## Основные идеи
Отслеживая развитие технологий в контексте города и знакомясь с примерами того, как медиа меняют общественную и частную жизнь, можно выделить основные идеи Скотта Маккуайра в отношении концепции «медийного города»:
- Детерриториализация. Развитие электронных и цифровых медиа влияет на восприятие общественного пространства, которое теперь может быть доступно в режиме онлайн. Яркий пример, который приводит автор, — это разрушение башен Всемирного торгового центра, за которым мировая аудитория наблюдала в прямом эфире.

- Изменение отношения к личному пространству. Находясь в постоянном состоянии наблюдения (камеры наблюдения, обеспечивающие безопасность, устройства, использующие систему GPS) меняется отношение к личному пространству. Люди трепетно относятся к границам личного пространства, ограждают себя от контактов с посторонними, и, одновременно с этим, позволяют и даже требуют постоянного наблюдения за собой. Примером такой перемены служит концепция «Большого брата»: в середине прошлого века идея постоянного контроля пугала общество со страниц антиутопии Оруэлла, а в конце XX века популярность стало набирать реалити-шоу «Большой брат», заявки на участие в котором подавали десятки тысяч людей, которые добровольно хотели быть под постоянным наблюдением.

- Состояние постоянной коммуникации. Сегодня цифровые медиа не просто фиксируют прошедшие события, но обеспечивают мгновенную обратную связь «в реальном времени». Эта тенденция видна в медиа — читатели хотят быть услышанными автором текста, эта тенденция видна в повседневной жизни — благодаря смартфонам люди ожидают, что человек всегда будет на связи, если это потребуется. Это также имеет отношение к процессу детерриториализации: для того, чтобы поговорить, людям больше не нужно искать встречи друг с другом.

## Критика
В статье «Антиутопия „жуткого города“» социолог Виктор Вахштайн анализирует книгу «Медийный город» и отмечает, что она «приятно выделяется на фоне мутного потока литературы по медиатеории». Однако Вахштайн говорит о том, что, несмотря на большой объём проанализированной литературы, повествование «разбивается о первую попытку серьезной концептуализации».
Автору кажется, что если увязать модного в 80-е годы Лэша с нестареющим Максвеллом и вечно молодым Ницше, а сверху все это густо посыпать словом «медийный»— этот диковатый коллаж можно будет назвать концептуализацией «пространства отношений». Стоит ли говорить, что дальше на трех страницах идут вперемешку цитаты из Делеза, Деррида, Гваттари и Киттлера?
Вахштайн считает, что у книги Маккуайра есть ещё один очень серьёзный недостаток — сложный язык книги.
Для популярного издания она написана абсолютно нечитаемым языком, а для научной — она «обо всем понемногу». За набором цитат почти не видно мысли. Яркие образы, заимствованные из популярной культуры, не складываются ни во что определенное.
Такааки Шикамори — японский социолог, профессор университета Кэйо — в своей статье Between the `Media City' and the `City as a Medium' проводит параллель между «Медийным городом» Маккуайра и «City as a Medium» Киттлера. Если Маккуайр считает, что подобное исследование он проводит впервые, для чего и начинает перечислять всевозможные проявления медиа в истории, то Киттлер, по словам автора статьи, опускает такие рассуждения, но приходит к тому, что современный город неотделим от медиа ещё в 1996.
The media city, in spite of the apparent similarities, can be regarded as an inverted form of the city as a medium.
Норвежский исследователь Атле Хауге отмечает, что Маккуайр не рассмотрел важную сторону современных медиа — социальные сети. Они, по словам Хауге, «могли бы стать хорошим примером того, как новые медиа создают новые формы и площадки для социального взаимодействия».